# Радмила Трифуновић
Радмила Трифуновић Милосављевић Хитра (Александровац, код Пожаревца, 15. септембар 1919 — Орешковица, код Петровца на Млави, 5. мај 1943) била је учесница Народноослободилачке борбе и народни херој Југославије.

## Биографија
Рођена је 15. септембра 1919. године у селу Александровцу, код Пожаревца. Још као ученица гимназије у Пожаревцу, приступила је омладинском револуционарном покрету. Године 1938. постала је члан, а затим и руководилац Савеза комунистичке омладине Југославије (СКОЈ) у гимназији. Године 1939. примљена је и у чланство Комунистичке партије Југославије (КПЈ).
После окупације Краљевине Југославије, одмах је прекинула студије медицине у Београду, и вратила се у родно место. Активно је учествовала у организовању устанка у Моравском срезу. Радила је на оснивању партијских и скојевских организација и народноослободилачких одбора. Августа 1941. године постала је члан Окружног комитета КПЈ за Моравски срез. Током зиме 1941/42. године промрзла је и тешко се разболела. Чим се опоравила, поново је наставила политички рад. Постављена је за инструктора ОК КПЈ за Моравски срез. Захваљујући њеној активности, поново је оживео рад партијске организације у моравском срезу, а у пролеће 1943. године, поново је формирано среско партијско руководство.
Маја 1943. године дошла је у село Орешковица, на састанак једне партизанске чете. Док су били на састанку, опколиле су их јединице Српске државне страже (СДС). Потом се развила жестока борба. Радмила се, тешко рањена убила, да не би жива пала у руке непријатељу.
Указом председника ФНРЈ Југославије Јосипа Броза Тита 27. новембра 1953. проглашена је за народног хероја Југославије.
У току Народноослободилачке борбе погинули су и Радмилин отац и брат. Њен супруг Јован Милосављевић (1919—1941), који је такође био студент медицине, погинуо је августа 1941. у Ћуприји и проглашен је за народног хероја Југославије. Иза њих је остала ћеркица Стојанка, рођена 1941. године.
Основна школа у Александровцу, на територији општине Жабари носи њено име.